# NGC 6184
NGC 6184 is een spiraalvormig sterrenstelsel in het sterrenbeeld Hercules. Het hemelobject werd op 23 juni 1876 ontdekt door de Franse astronoom Édouard Jean-Marie Stephan.

## Synoniemen
- MCG 7-34-109
- ZWG 224.70
- KUG 1629+406B
- PGC 58432